# Сергиевы-Горки
Сергиевы-Горки — село в Вязниковском районе Владимирской области России, входит в состав Паустовского сельского поселения.

## География
Село расположено в 17 км на юг от центра поселения деревни Паустово и в 33 км на юг от райцентра города Вязники, на берегу речки Индрус.

## История
Первые сведения о Сергиево-Горской церкви преподобного Сергия Радонежского и приходе находятся в окладных книгах Рязанской епархии за 1678 год. Из данных местной церковной летописи видно, что во второй половине XVIII века в Сергиевых-Горках было две деревянных церкви: холодная — во имя Живоначальной Троицы с приделом во имя преподобного Сергия Радонежского и тёплая — во имя Святого Николая Чудотворца. В 1775 году обе церкви сгорели. В 1776 году тёплая церковь была построена вновь, холодная же церковь была построена только в 1785 году и освящена в честь преподобного Сергия. В 1819—1824 годах вместо деревянных церквей был построен каменный храм. В 1878—1880 годах трапезная комната была расширена. Престолов в храме было три: главный — во имя преподобного Сергия Радонежского, в трапезе тёплой — во имя Святого Николая Чудотворца и Шуйско-Смоленской иконы Божией Матери. В Сергиевых-Горках имелась земская народная школа, учащихся в 1897/1898 учебном году насчитывалось 75.
В XIX и первой четверти XX века село являлось центром Сергиевской волости Гороховецкого уезда.
В годы Советской власти до 1998 года село являлось центром Сергиево-Горского сельсовета, это была центральная усадьба совхоза «Сергиево-Горский».
До 2019 года в селе работала Сергиево-Горская основная общеобразовательная школа.
В 2024 году в состав села вошла деревня Пригорево.

## Население
| 1859 | 1905 | 1926 | 2002 | 2010 | 2021 |
| ---- | ---- | ---- | ---- | ---- | ---- |
| 222  | ↗437 | ↗663 | ↘613 | ↘462 | ↘372 |

## Инфраструктура
В селе расположены дом культуры, детский сад, фельдшерско-акушерский пункт, отделение почтовой связи.

## Достопримечательности
В селе находится Церковь Сергия Радонежского (1850—1900). С января 2012 года храм действующий, восстанавливается.

## Известные жители
Родился Николай Парфёнов (1912—1999) — советский артист театра и кино.
Родился Иван Андреевич Киселёв (1886—1951) — заслуженный врач РСФСР, выпускник медицинского факультета ИМУ (1912), участник Первой мировой и Великой Отечественной войн, главный врач Воротынской волостной больницы (1922—1951).